# Alció gegant neotropical
L'alció gegant neotropical (Megaceryle torquata) és una espècie d'ocell de la família dels alcedínids (Alcedinidae) que habita llacs, rius i regions costaneres de la zona Neotropical, des del sud de Texas, i nord de Mèxic, a través d'Amèrica Central i del Sud, fins a la Terra del Foc.